# Plouisy
Plouisy is een gemeente in het Franse departement Côtes-d'Armor (regio Bretagne). De plaats maakt deel uit van het arrondissement Guingamp. Plouisy telde op 1 januari 2022 2.013 inwoners.

## Geografie
De oppervlakte van Plouisy bedroeg op 1 januari 2022 23,63 vierkante kilometer; de bevolkingsdichtheid was toen 85,2 inwoners per km².
De onderstaande kaart toont de ligging van Plouisy met de belangrijkste infrastructuur en aangrenzende gemeenten.

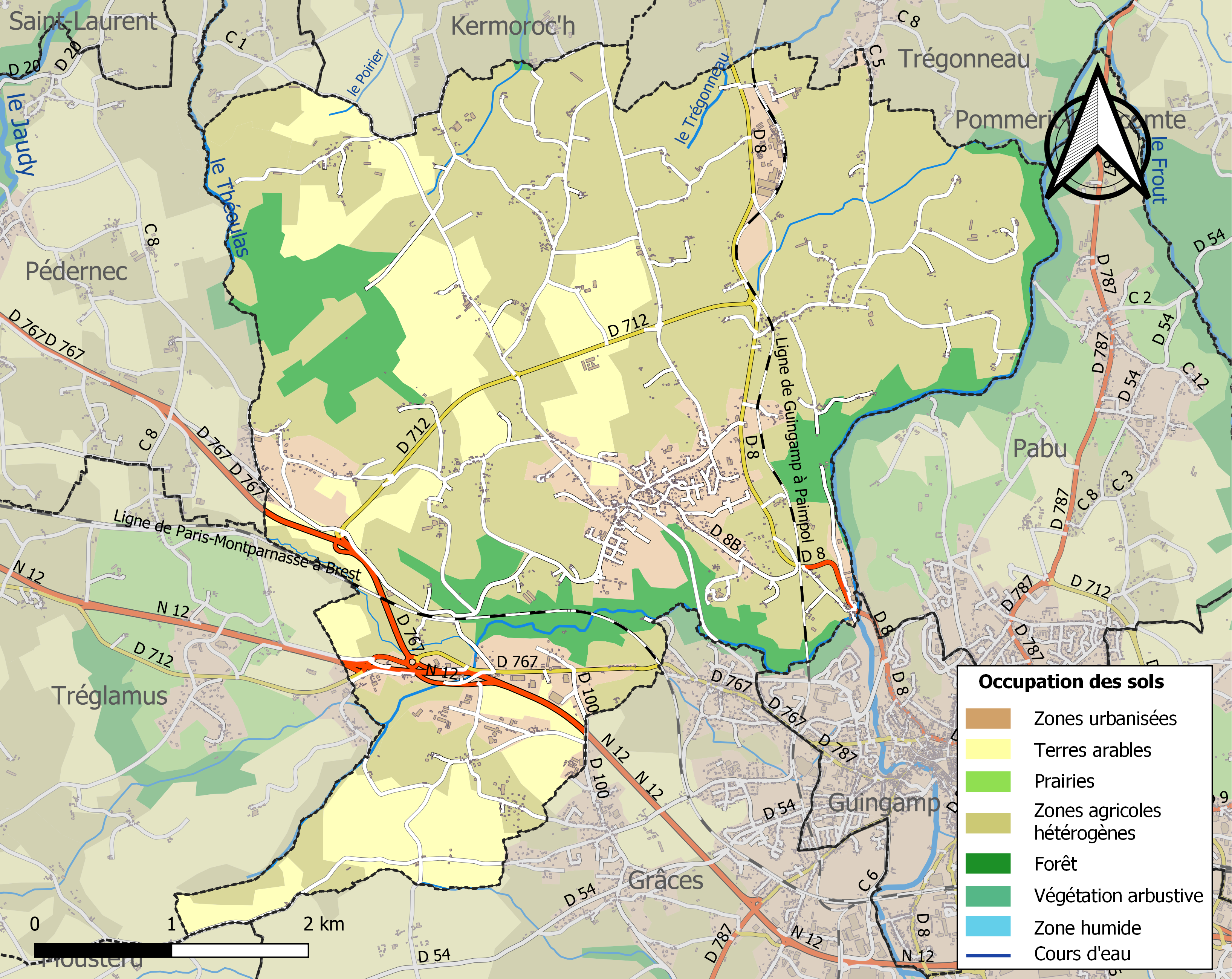

## Demografie
Onderstaande figuur toont het verloop van het inwonertal (bron: INSEE-tellingen).